# Kia Concord
La Kia Concord est une automobile compacte du constructeur automobile sud-coréen Kia produite de 1987 à 1992. Elle est basée sur la Mazda Capella et elle est commercialisée sous le nom Capital à l'export.
En 1992, elle est remplacée par la Kia Sephia pour la berline compacte et en 1995, c'est la Kia Credos qui lui succède sur le segment des familiales.

## Galerie

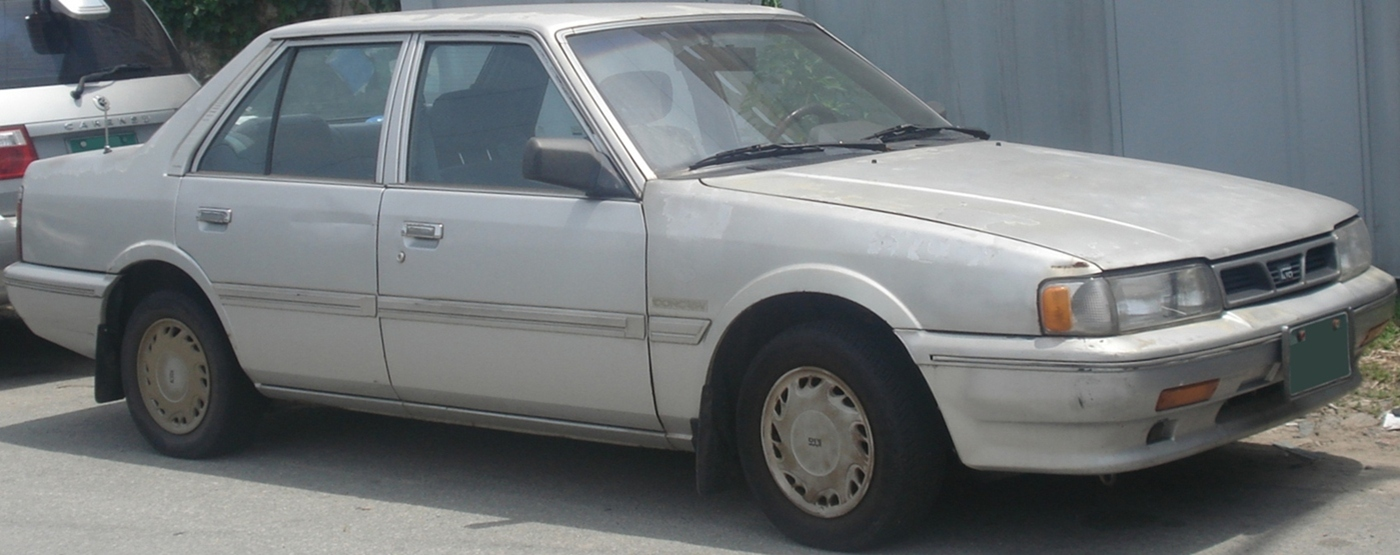
Kia Capital Phase I
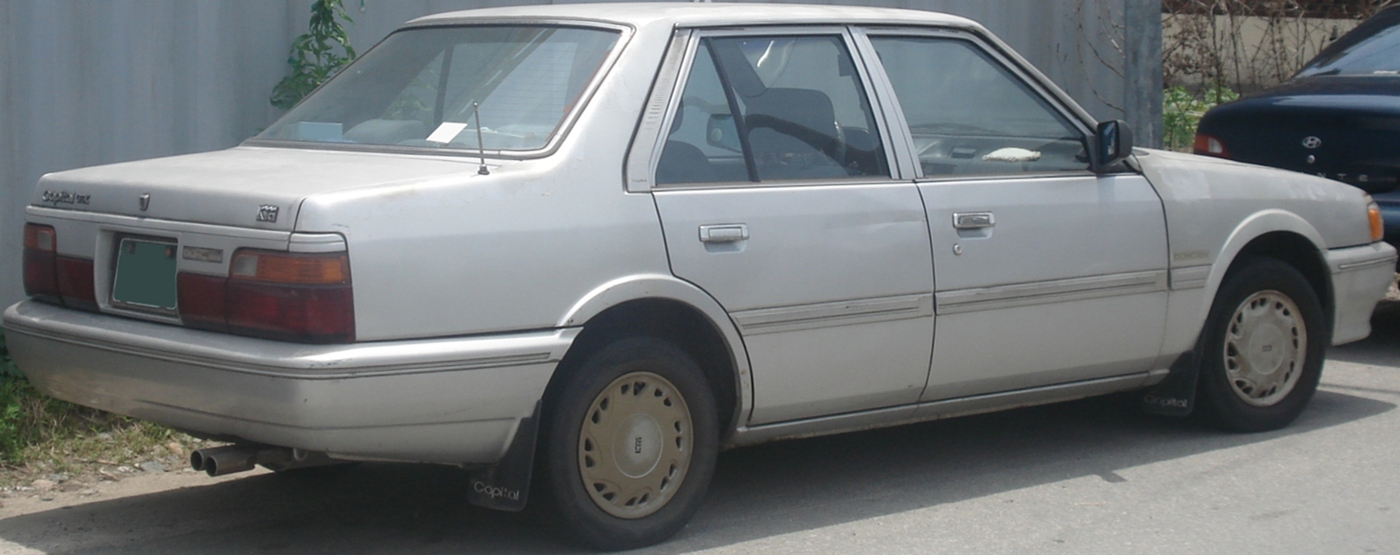
Kia Capital Phase I
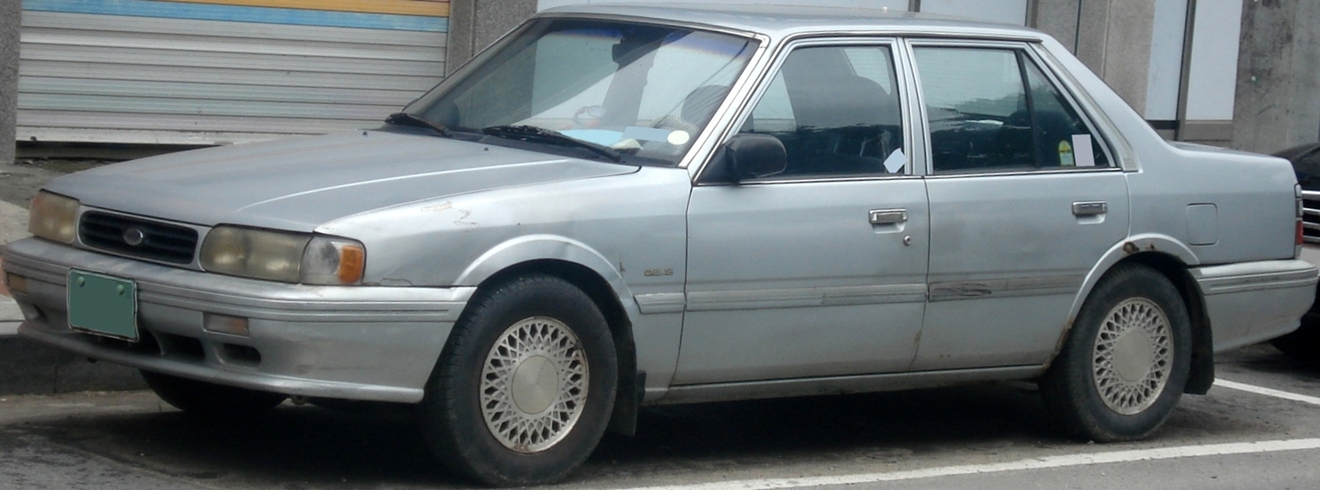
Kia Capital Phase II
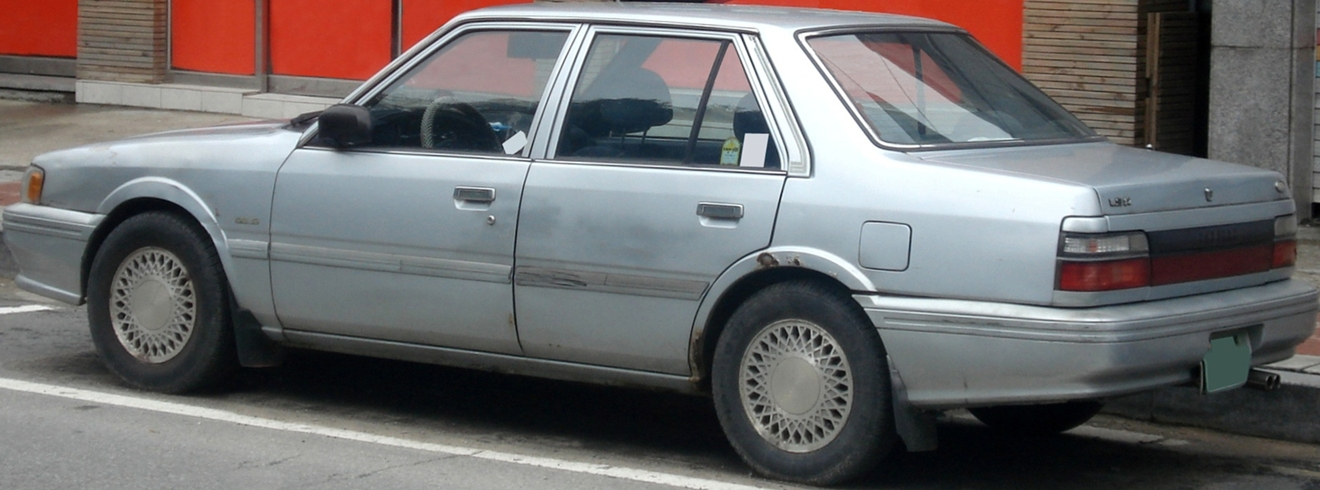
Kia Capital Phase II